# Stumpffia pygmaea
Stumpffia pygmaea es una especie de anfibio anuro de la familia Microhylidae. Esta rana habita en la isla de Madagascar y aparentemente está restringida a dos pequeñas islas: Nosy Be y Nosy Komba al noreste de la costa de Madagascar. También puede habitar la tierra firme adyacente, pero no se ha encontrado en las inspecciones realizadas. Se ha reportado desde el nivel del mar hasta los 300 m s. n. m.
Habita selvas tropicales primarias y secundarias, y plantaciones de café. Sus renacuajos se desarrollan en nidos de espuma que deposita en hojas en el suelo. No se alimentan durante su fase de renacuajo. Está en peligro de extinción por la pérdida de su hábitat causada por las actividades humanas.